# Iglesia Vieja de los Desamparados (Cuevas de Vinromá)
La iglesia vieja de los Desamparados, en la localidad de Cuevas de Vinromá, en la comarca de la Plana Alta, en la provincia de Castellón, es una iglesia católica, que está catalogada como Bien de relevancia local, con código 12.05.050-003, según consta en la Dirección General de Patrimonio Artístico de la Generalidad Valenciana.
El edificio se encuentra situado en la calle Desamparados de la localidad de Cuevas de Vinromá, y actualmente se utiliza para exposiciones, conciertos, celebración de matrimonios civiles…
Está construido siguiendo las pautas de un de estilo transición Renacentista-Neoclásico, destacando en su interior, con estructuras góticas, la Cruz procesional del Altar Mayor, también de estilo gótico.